# Chiesa di San Faustino (Tre Ville)
La chiesa di San Faustino è la parrocchiale  a Ragoli, frazione di Tre Ville in Trentino. Fa parte della zona pastorale delle Giudicarie dell'arcidiocesi di Trento e risale al XVIII secolo.

## Storia

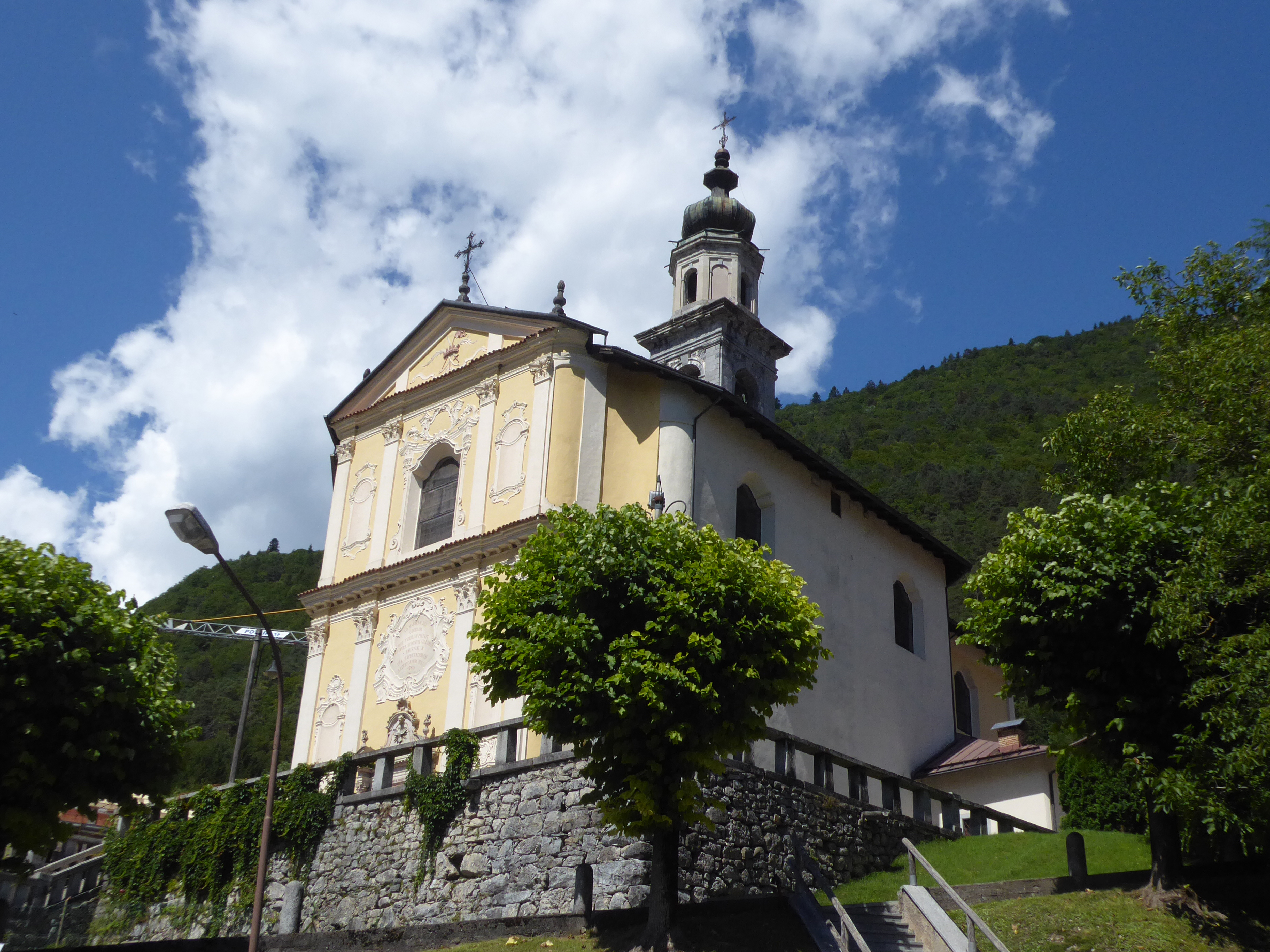
Chiesa di San Faustino sul grande terrazzamento artificiale

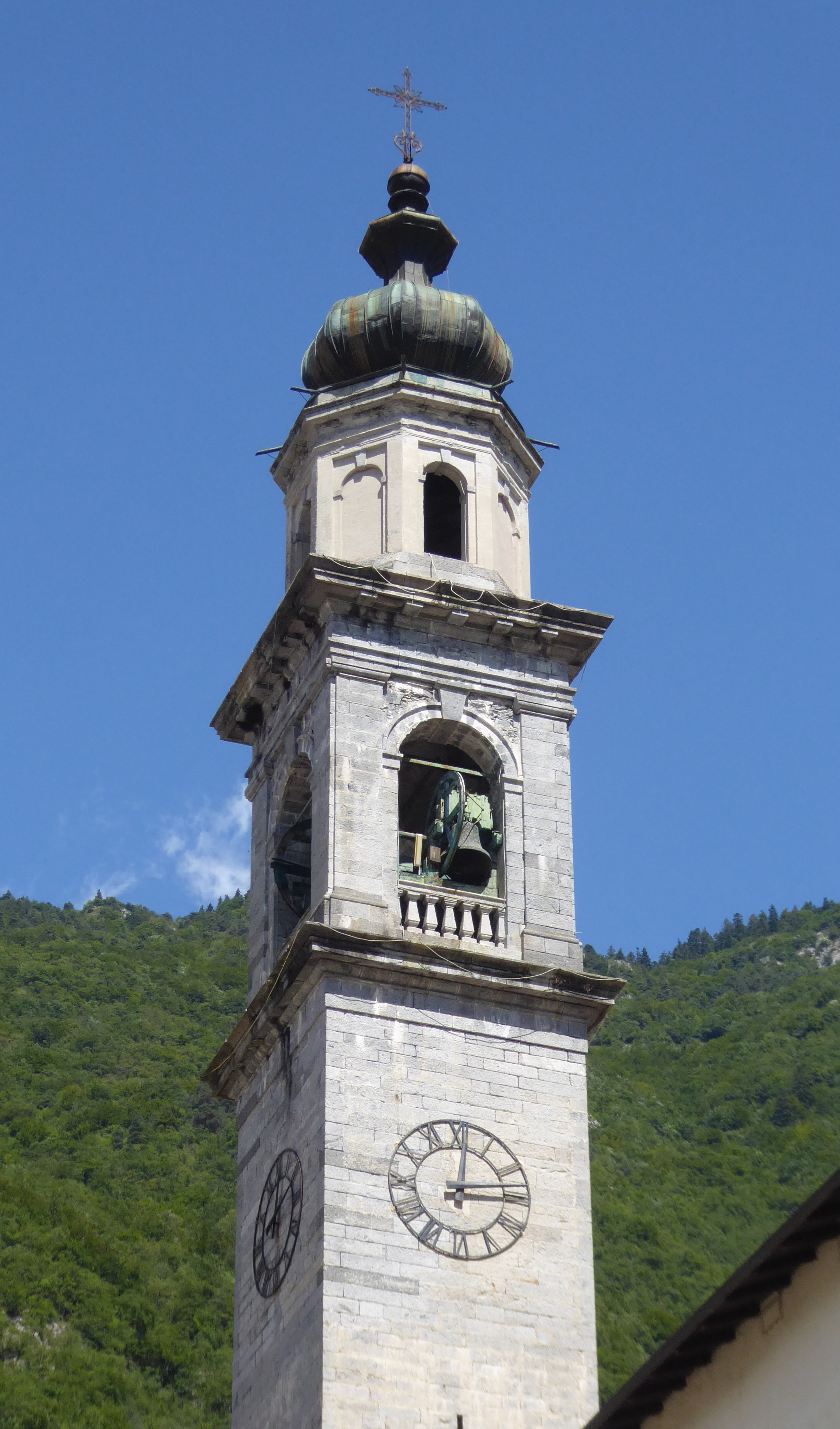
Campanile

La nuova chiesa a Ragoli venne edificata dopo l'accordo tra le comunità di Favrio, Vigo, Bolzana, Coltura e Pez che intendevano costruire un luogo di culto più adatto ai fedeli e più ampio rispetto all'esistente chiesa vicina al cimitero dedicata ai santi Faustino e Giovita. Ottenute le necessarie autorizzazioni il progetto e i lavori vennero affidati a Francesco Cometti e il cantiere venne aperto il 27 aprile 1766 con la cerimonia della posa della prima pietra. Nel 1770 con la struttura muraria ormai eretta ma a lavori non ancora ultimati venne benedetta e in seguito si iniziò ad arricchirla di decorazioni. Fu Bartolomeo Zeni ad affrescare le volte sino al 1783 poi i lavori proseguirono e furono ultimati nel 1784.
La torre campanaria venne eretta solo nel corso del secolo successivo e quasi certamente venne riutilizzato il granito ottenuto dalla demolizione del campanile della chiesa del cimitero. la solenne consacrazione venne celebrata il 24 agosto 1837 dal principe vescovo di Trento Giovanni Nepomuceno de Tschiderer. Il campanile nel 1850 venne dotato di un maestoso concerto di 5 campane in tonalità di Do, opera della fonderia Giorgio Pruneri di Grosio per un peso complessivo di 5111 kg. Nel primo decennio del XX secolo il tempio venne ristrutturato e nel 1940 venne elevato alla dignità di chiesa parrocchiale. Nel secondo dopoguerra fu oggetto di una nuova ristrutturazione e nel 1947 la controfacciata venne decorata col dipinto murale raffigurante Santa Cecilia. Dopo la requisizione bellica, a cui sfuggì soltanto la campana maggiore causa il suo rilevante peso, le 4 campane minori, requisiti, vennero ripristinate dal fonditore Francesco Broili di Udine nel 1930. All'inizio degli anni settanta venne realizzato l'adeguamento liturgico e in seguito continuò la normale manutenzione. Nel settembre 1989 il terremoto causò gravi danni alla chiesa e fu necessaria la sua chiusura al culto perché inagibile. Cominciarono i lavori di messa in sicurezza e restauro e in tal modo il tempio venne riaperto in parte alle funzioni religiose a partire dal 1991. Il consolidamento proseguì con le necessarie strutture e in seguito furono rinnovate le tinteggiature e sostituite le grandi vetrate. Quelle precedenti riutilizzabili vennero riposizionate nella sagrestia.

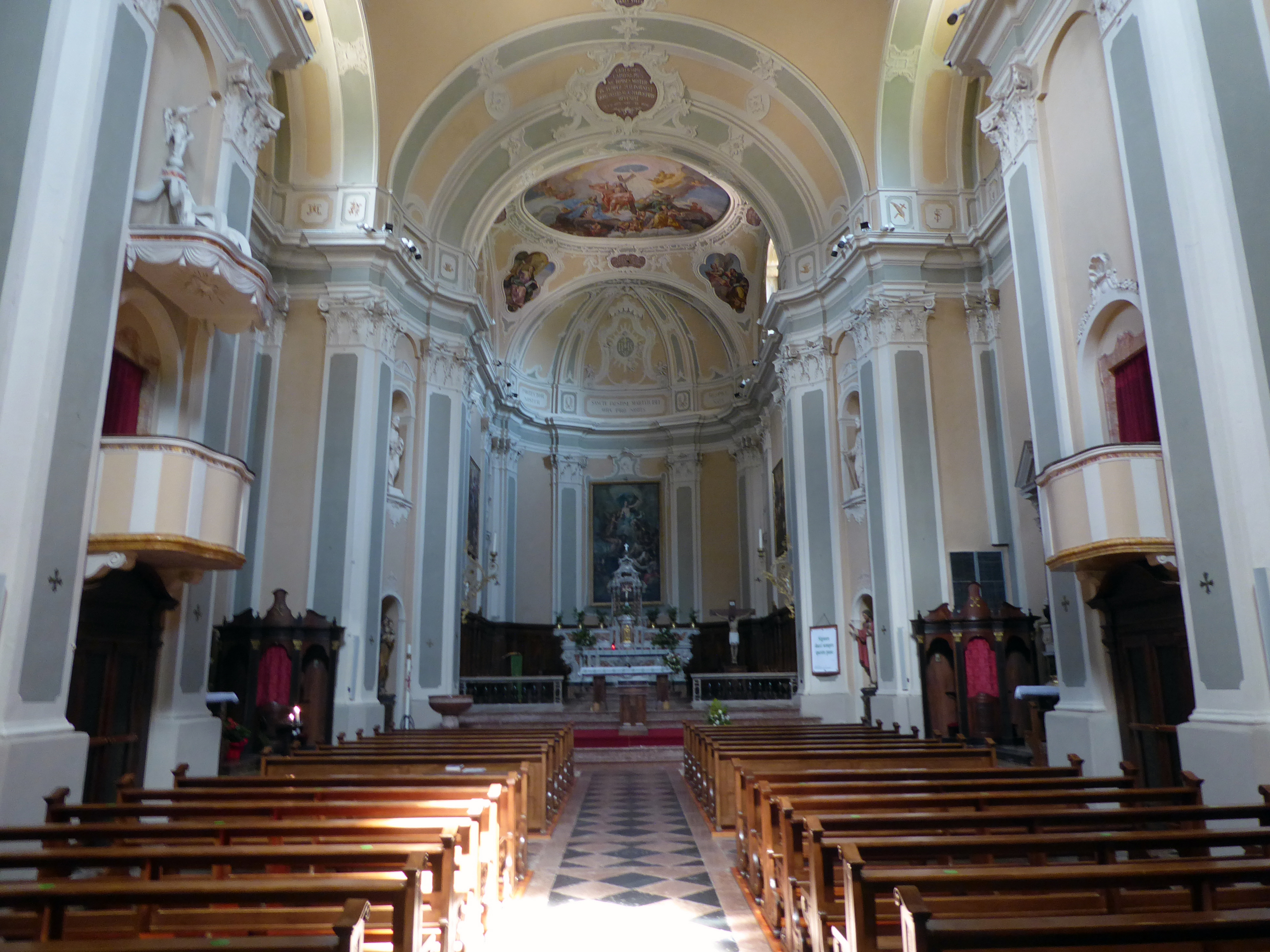
Interno della navata

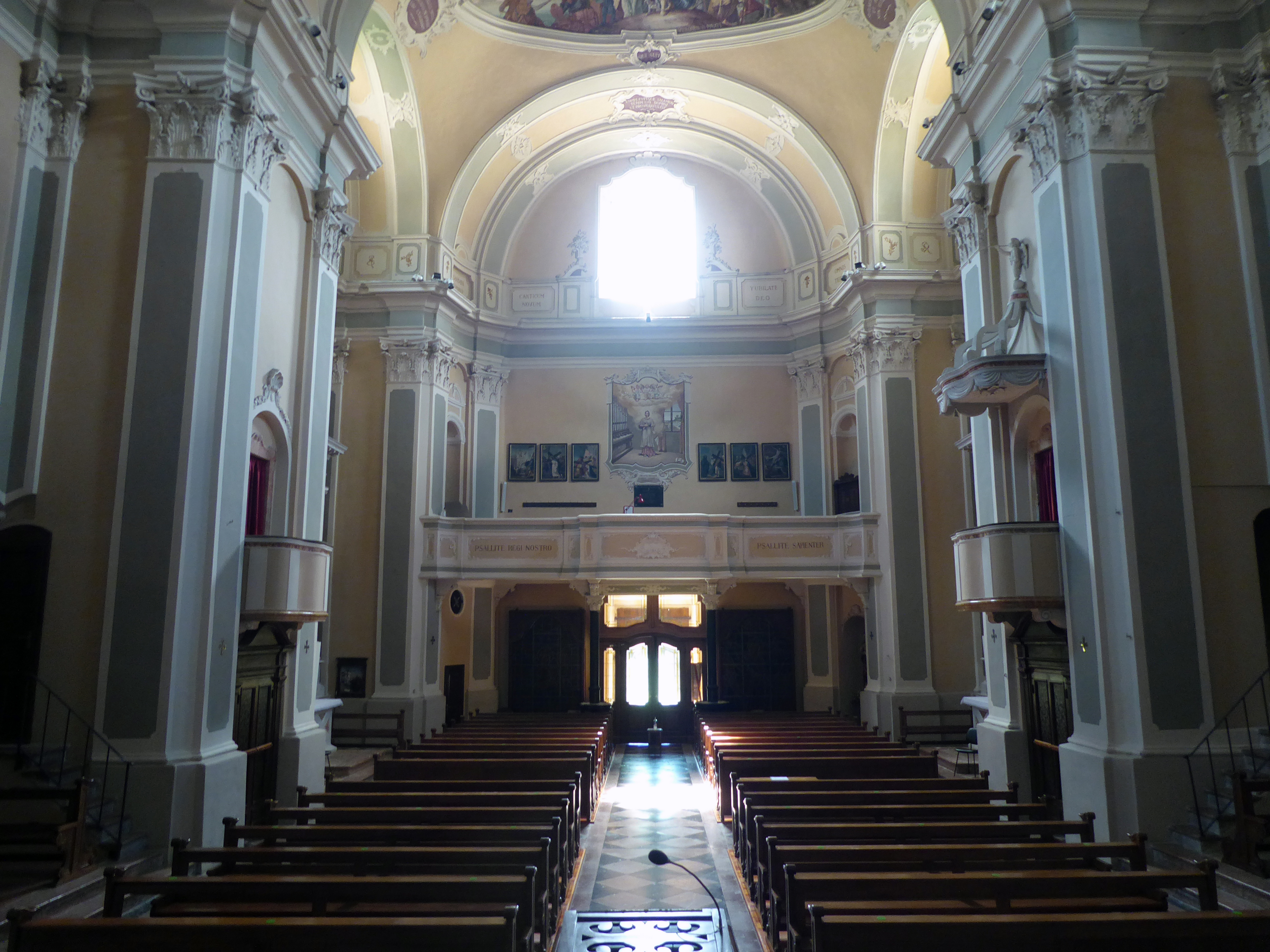
Interno, controfacciata e cantoria. Visibile il dipinto murale raffigurante Santa Cecilia

## Descrizione

### Esterno
La chiesa si trova in posizione elevata e panoramica nell'abitato di Ragoli e vi si accede da una scalinata in granito. La facciata in stile neoclassico bipartita in due ordini dalla cornice sporgente e scandita da paraste in tre settori verticali sormontati dal grande frontone triangolare. Il portale maggiore incorniciato da colonne con frontone curvilineo interrotto contiene il bassorilievo raffigurante lo Spirito Santo. Nell'ordine superiore, in asse, si apre la grande finestra che porta luce alla sala. Le fiancate lisce sono raccordate alla facciata e alla zona presbiteriale mediante angoli smussati; ciascuna presenta un ingresso secondario e tre finestre sagomate. La sagrestia si trova sulla destra della struttura mentre la torre campanaria si trova in posizione arretrata sulla sinistra. Il suo fusto è in granito a vista, la cella si apre con quattro grandi finestre a monofora sopra è completata da un tamburo ottagonale  con quattro finestrelle e dalla copertura a cipolla.

### Interni
La navata interna è unica con due campate ed ampliata da quattro cappelle laterali. La cantoria in controfacciata è arricchita di decorazioni ad affresco e il presbiterio è abbastanza elevato. le decorazioni in stucco e affreschi delle volte sono attribuiti a Bartolomeo Zeni.